# Jeong Yeong-a
Dans ce nom coréen, le nom de famille, Jeong , précède le nom personnel.
Jeong Yeong-a, née le 9 décembre 1990, est une footballeuse internationale sud-coréenne évoluant au poste de défenseur au Gyeongju KHNP. Elle fait également partie de l'équipe nationale depuis 2013.